# Part One
Indios Bravos – Part One – debiutancka płyta polskiego zespołu Indios Bravos wydana pierwotnie w 1999 roku przez wytwórnię Pałac Kultury Records założoną przez Kubę Wojewódzkiego specjalnie w celu wydania płyty. Krążek szybko stał się niedostępnym i poszukiwanym albumem. Z założenia jednorazowy projekt Piotra Banacha i Piotra "Gutka" Gutkowskiego dał jednak początek grupie, która stała się jednym z najpopularniejszych zespołów polskiej sceny rock/reggae.
Jesienią 2014 roku, 15 lat po premierze, płyta "Part One" doczekała się kompaktowej reedycji oraz premiery winylowej. Materiał dźwiękowy poddany został ponownemu masteringowi, okładka zyskała nową – ciekawsza i obszerniejszą – formę, a płyta winylowa pojawiła się na dwóch kolorach winylu: czarnym i czerwonym. Wydawcą albumu jest szczecińska wytwórnia Jimmy Jazz Records.

## Spis utworów
1. Indios Bravos
2. No No No No
3. Here, Where I Am
4. Dziuna Dub
5. Drogi
6. Treat Me Right
7. It's My Way
8. M&M
9. I Know
10. What Is It?
11. Chase the Devil
12. Inny Punkt Widzenia
13. Intro
14. No No No No (remixed by Ładziak)

## Skład
- Piotr Banach – muzyka
- Piotr Gutkowski – wokal
- Magda Ciećka – głos (w piosence Dziuna Dub)
- Leszek Kamiński
- Paweł "Ładziak" Łada

## Informacje techniczne
- muzyka: Piotr Banach
- słowa – Piotr Gutkowski (z wyjątkiem: Chase the Devil – Lee Perry/Max Romeo)
- mastering i realizacja nagrań: Leszek Kamiński